# (29647) Poncelet
(29647) Poncelet  es un asteroide perteneciente al cinturón de asteroides, descubierto el 17 de noviembre de 1998 por Paul G. Comba desde el Observatorio de Prescott, en Arizona, Estados Unidos.

## Designación y nombre
Poncelet se designó inicialmente como 1998 WY.
Más adelante fue nombrado en honor al matemático e ingeniero francés Jean-Victor Poncelet (1788-1867).

## Características orbitales
Poncelet orbita a una distancia media del Sol de 2,3485 ua, pudiendo acercarse hasta 1,9682 ua y alejarse hasta 2,7288 ua. Tiene una excentricidad de 0,1619 y una inclinación orbital de 2,0284° grados. Emplea en completar una órbita alrededor del Sol 1314 días.

## Características físicas
Su magnitud absoluta es 15,8. Tiene 2,584 km de diámetro. Su albedo se estima en 0,152.